# Бранди Толър
Бранди Никол Толър (на английски: Brandy Nicole Toler) е американска писателка на произведения в жанра съвременен и паранормален любовен роман. Пише под псевдонима Б. Н. Толър на английски: B. N. Toler).

## Биография и творчество
Бранди Толър е родена на 16 юли 1982 г. в САЩ. Преди да се посвети на писателската си кариера работи като агент по недвижими имоти и като зъботехник.
Първият ѝ роман „Лечителят“ от едноименната поредица е издаден през 2013 г. Публикува предимно самостоятелно електронни книги.
Бранди Толър живее със семейството си в Ричмънд, щ. Вирджиния.

## Произведения

### Самостоятелни романи
- Taking Connor (2015)
- Desperately Seeking Epic (2016)
- To Have It All (2017)
- Crazy Girl (2017)
- Simple (2019)

### Серия „Лечителят“ (The Healer)
1. Healer (2013)
2. Hybrid (2014)
3. Savage (2014)

### Серия „Холи Спрингс“ (Holly Springs)
1. The Suit (2014)
Костюмарят, фен-превод (2020)
2. The Anchor (2015)
Опората, фен-превод (2020)

### Серия „Разбити“ (Wrecked)
1. Wrecking Ball (2014)

### Серия „Накъде отива“ (Where One Goes)
1. Where One Goes (2015)
2. What Lies Between (2018)